# US Open de 2023 - Dia a dia
Estes foram os jogos realizados nas quadras mais importantes a partir do primeiro dia das chaves principais.
Células em lavanda indicam sessão noturna.

## Dia 1 (28 de agosto)
- Cabeças de chave eliminados:
  - Simples masculino:  Holger Rune [4],  Félix Auger-Aliassime [15],  Lorenzo Musetti [18],  Alexander Bublik [25],  Sebastian Korda [31]
  - Simples feminino:  Maria Sakkari [8],  Veronika Kudermetova [16],  Anhelina Kalinina [28],  Elisabetta Cocciaretto [29]

Ordem dos jogos:
| Arthur Ashe Stadium                      | Arthur Ashe Stadium      | Arthur Ashe Stadium   | Arthur Ashe Stadium |
| Evento                                   | Vencedor(a)/(es/as)      | Derrotado(a)/(os/as)  | Resultado           |
| ---------------------------------------- | ------------------------ | --------------------- | ------------------- |
| Simples feminino – 1ª fase               | Iga Świątek [1]          | Rebecca Peterson      | 6–0, 6–1            |
| Simples masculino – 1ª fase              | Frances Tiafoe [10]      | Learner Tien [WC]     | 6–2, 7–5, 6–1       |
| Cerimônia de abertura do US Open de 2023 |                          |                       |                     |
| Simples feminino – 1ª fase               | Coco Gauff [6]           | Laura Siegemund [Q]   | 3–6, 6–2, 6–4       |
| Simples masculino – 1ª fase              | Novak Djokovic [2]       | Alexandre Müller      | 6–0, 6–2, 6–3       |
| Louis Armstrong Stadium                  |                          |                       |                     |
| Evento                                   | Vencedor(a)/(es/as)      | Derrotado(a)/(os/as)  | Resultado           |
| Simples feminino – 1ª fase               | Victoria Azarenka [18]   | Fiona Ferro [WC]      | 6–1, 6–2            |
| Simples feminino – 1ª fase               | Beatriz Haddad Maia [19] | Sloane Stephens       | 6–2, 5–7, 6–4       |
| Simples masculino – 1ª fase              | Taylor Fritz [9]         | Steve Johnson [WC]    | 6–2, 6–1, 6–2       |
| Simples masculino – 1ª fase              | Stefanos Tsitsipas [7]   | Milos Raonic [PR]     | 6–2, 6–3, 6–4       |
| Simples feminino – 1ª fase               | Caroline Wozniacki [WC]  | Tatiana Prozorova [Q] | 6–3, 6–2            |
| Grandstand                               |                          |                       |                     |
| Evento                                   | Vencedor(a)/(es/as)      | Derrotado(a)/(os/as)  | Resultado           |
| Simples masculino – 1ª fase              | Dominic Thiem            | Alexander Bublik [25] | 6–3, 6–2, 6–4       |
| Simples feminino – 1ª fase               | Danielle Collins         | Linda Fruhvirtová     | 6–2, 6–0            |
| Simples feminino – 1ª fase               | Elena Rybakina [4]       | Marta Kostyuk         | 6–2, 6–1            |
| Simples masculino – 1ª fase              | Christopher Eubanks [28] | Kwon Soon-woo         | 6–3, 6–4, 0–6, 6–4  |

## Dia 2 (29 de agosto)
- Cabeças de chave eliminados:
  - Simples masculino:  Karen Khachanov [11],  Tallon Griekspoor [24],  Borna Ćorić [27],  Ugo Humbert [29]
  - Simples feminino:  Caroline Garcia [7],  Barbora Krejčíková [12],  Donna Vekić [21],  Anastasia Potapova [27]

Ordem dos jogos:
| Arthur Ashe Stadium         | Arthur Ashe Stadium        | Arthur Ashe Stadium  | Arthur Ashe Stadium |
| Evento                      | Vencedor(a)/(es/as)        | Derrotado(a)/(os/as) | Resultado           |
| --------------------------- | -------------------------- | -------------------- | ------------------- |
| Simples masculino – 1ª fase | Daniil Medvedev [3]        | Attila Balázs [PR]   | 6–1, 6–1, 6–0       |
| Simples feminino – 1ª fase  | Jessica Pegula [3]         | Camila Giorgi        | 6–2, 6–2            |
| Simples feminino – 1ª fase  | Greet Minnen [Q]           | Venus Williams [WC]  | 6–1, 6–1            |
| Simples masculino – 1ª fase | Carlos Alcaraz [1]         | Dominik Koepfer      | 6–2, 3–2, ab.       |
| Louis Armstrong Stadium     |                            |                      |                     |
| Evento                      | Vencedor(a)/(es/as)        | Derrotado(a)/(os/as) | Resultado           |
| Simples feminino – 1ª fase  | Ons Jabeur [5]             | Camila Osorio        | 7–5, 7–64           |
| Simples feminino – 1ª fase  | Madison Keys [17]          | Arantxa Rus          | 6–2, 6–4            |
| Simples masculino – 1ª fase | John Isner [WC]            | Facundo Díaz Acosta  | 6–4, 6–3, 7–61      |
| Simples masculino – 1ª fase | Jannik Sinner [6]          | Yannick Hanfmann     | 6–3, 6–1, 6–1       |
| Simples feminino – 1ª fase  | Aryna Sabalenka [2]        | Maryna Zanevska      | 6–3, 6–2            |
| Grandstand                  |                            |                      |                     |
| Evento                      | Vencedor(a)/(es/as)        | Derrotado(a)/(os/as) | Resultado           |
| Simples feminino – 1ª fase  | Ekaterina Alexandrova [22] | Leylah Fernandez     | 7–64, 5–7, 6–4      |
| Simples masculino – 1ª fase | Andy Murray                | Corentin Moutet      | 6–2, 7–5, 6–3       |
| Simples masculino – 1ª fase | Stan Wawrinka              | Yoshihito Nishioka   | 7–65, 6–2, 6–4      |
| Simples feminino – 1ª fase  | Sofia Kenin                | Ana Bogdan           | 7–62, 6–4           |

## Dia 3 (30 de agosto)
- Cabeças de chave eliminados:
  - Simples masculino:  Casper Ruud [5],  Stefanos Tsitsipas [7],  Francisco Cerúndolo [20],  Chris Eubanks [28]
  - Simples feminino:  Petra Kvitová [11],  Victoria Azarenka [18],  Beatriz Haddad Maia [19],  Magda Linette [24]
  - Duplas masculinas:  Sander Gillé /  Joran Vliegen [11]
  - Duplas femininas:  Shuko Aoyama /  Ena Shibahara [7]
  - Duplas mistas:  Nicole Melichar-Martinez /  Matthew Ebden [6]

Ordem dos jogos:
| Arthur Ashe Stadium         | Arthur Ashe Stadium               | Arthur Ashe Stadium                       | Arthur Ashe Stadium        |
| Evento                      | Vencedor(a)/(es/as)               | Derrotado(a)/(os/as)                      | Resultado                  |
| --------------------------- | --------------------------------- | ----------------------------------------- | -------------------------- |
| Simples feminino – 2ª fase  | Coco Gauff [6]                    | Mirra Andreeva                            | 6–3, 6–2                   |
| Simples masculino – 2ª fase | Novak Djokovic [2]                | Bernabé Zapata Miralles                   | 6–4, 6–1, 6–1              |
| Simples masculino – 2ª fase | Frances Tiafoe [10]               | Sebastian Ofner                           | 6–3, 6–1, 6–4              |
| Simples feminino – 2ª fase  | Caroline Wozniacki [WC]           | Petra Kvitová [11]                        | 7–5, 7–65                  |
| Louis Armstrong Stadium     |                                   |                                           |                            |
| Evento                      | Vencedor(a)/(es/as)               | Derrotado(a)/(os/as)                      | Resultado                  |
| Simples feminino – 2ª fase  | Elise Mertens [32]                | Danielle Collins                          | 3–6, 7–67, 6–1             |
| Simples feminino – 2ª fase  | Iga Świątek [1]                   | Daria Saville [PR]                        | 6–3, 6–4                   |
| Simples masculino – 2ª fase | Ben Shelton                       | Dominic Thiem                             | 7–61, 1–0, ab.             |
| Simples feminino – 2ª fase  | Elena Rybakina [4]                | Ajla Tomljanović                          | w.o.                       |
| Simples feminino – 2ª fase  | Jennifer Brady [PR]               | Magda Linette [24]                        | 6–1, 2–6, 6–2              |
| Simples masculino – 2ª fase | Taylor Fritz [9]                  | Juan Pablo Varillas                       | 6–1, 6–2, 6–2              |
| Grandstand                  |                                   |                                           |                            |
| Evento                      | Vencedor(a)/(es/as)               | Derrotado(a)/(os/as)                      | Resultado                  |
| Simples masculino – 2ª fase | Dominic Stricker [Q]              | Stefanos Tsitsipas [7]                    | 7–5, 26–7, 56–7, 7–66, 6–3 |
| Simples feminino – 2ª fase  | Zhu Lin                           | Victoria Azarenka [18]                    | 6–3, 6–3                   |
| Duplas femininas – 1ª fase  | Coco Gauff [3] Jessica Pegula [3] | Quinn Gleason [WC] Elizabeth Mandlik [WC] | 6–2, 6–1                   |
| Simples masculino – 2ª fase | Zhang Zhizhen                     | Casper Ruud [5]                           | 6–4, 5–7, 6–2, 0–6, 6–2    |

## Dia 4 (31 de agosto)
- Cabeças de chave eliminados:
  - Simples masculino:  Hubert Hurkacz [17],  Tomás Martín Etcheverry [30]
  - Simples feminino:  Karolína Plíšková [25]
  - Duplas masculinas:  Kevin Krawietz /  Tim Pütz [10]
  - Duplas femininas:  Storm Hunter /  Elise Mertens [2]

Ordem dos jogos:
| Arthur Ashe Stadium         | Arthur Ashe Stadium     | Arthur Ashe Stadium      | Arthur Ashe Stadium            |
| Evento                      | Vencedor(a)/(es/as)     | Derrotado(a)/(os/as)     | Resultado                      |
| --------------------------- | ----------------------- | ------------------------ | ------------------------------ |
| Simples masculino – 2ª fase | Grigor Dimitrov [19]    | Andy Murray              | 6–3, 6–4, 6–1                  |
| Simples feminino – 2ª fase  | Madison Keys [17]       | Yanina Wickmayer [LL]    | 6–1, 6–2                       |
| Simples masculino – 2ª fase | Carlos Alcaraz [1]      | Lloyd Harris [PR]        | 6–3, 6–1, 7–64                 |
| Simples feminino – 2ª fase  | Jessica Pegula [3]      | Patricia Maria Țig [PR]  | 6–3, 6–1                       |
| Louis Armstrong Stadium     |                         |                          |                                |
| Evento                      | Vencedor(a)/(es/as)     | Derrotado(a)/(os/as)     | Resultado                      |
| Simples masculino – 2ª fase | Jannik Sinner [6]       | Lorenzo Sonego           | 6–4, 6–2, 6–4                  |
| Simples feminino – 2ª fase  | Aryna Sabalenka [2]     | Jodie Burrage            | 6–3, 6–2                       |
| Simples feminino – 2ª fase  | Elina Svitolina [26]    | Anastasia Pavlyuchenkova | 5–7, 6–4, 6–4                  |
| Simples feminino – 2ª fase  | Daria Kasatkina [13]    | Sofia Kenin              | 2–6, 6–4, 6–4                  |
| Simples masculino – 2ª fase | Daniil Medvedev [3]     | Christopher O'Connell    | 6–2, 6–2, 66–7, 6–2            |
| Grandstand                  |                         |                          |                                |
| Evento                      | Vencedor(a)/(es/as)     | Derrotado(a)/(os/as)     | Resultado                      |
| Simples masculino – 2ª fase | Michael Mmoh [WC]       | John Isner [WC]          | 3–6, 4–6, 7–63, 6–4, 7–6(10–7) |
| Simples feminino – 2ª fase  | Markéta Vondroušová [9] | Martina Trevisan         | 6–2, 6–2                       |
| Simples masculino – 2ª fase | Andrey Rublev [8]       | Gaël Monfils [PR]        | 6–4, 6–3, 3–6, 6–1             |
| Simples feminino – 2ª fase  | Ons Jabeur [5]          | Linda Nosková            | 7–67, 4–6, 6–3                 |

## Dia 5 (1º de setembro)
- Cabeças de chave eliminados:
  - Simples masculino:  Alejandro Davidovich Fokina [21],  Adrian Mannarino [22],  Laslo Djere [32]
  - Simples feminino:  Elena Rybakina [4],  Elise Mertens [32]
  - Duplas masculinas:  Jamie Murray /  Michael Venus [12]
  - Duplas femininas:  Barbora Krejčíková /  Kateřina Siniaková [1],  Lyudmyla Kichenok /  Jeļena Ostapenko [10],  Latisha Chan /  Yang Zhaoxuan [11]
  - Duplas mistas:  Luisa Stefani /  Joe Salisbury [4]

Ordem dos jogos:
| Arthur Ashe Stadium         | Arthur Ashe Stadium     | Arthur Ashe Stadium              | Arthur Ashe Stadium      |
| Evento                      | Vencedor(a)/(es/as)     | Derrotado(a)/(os/as)             | Resultado                |
| --------------------------- | ----------------------- | -------------------------------- | ------------------------ |
| Simples masculino – 3ª fase | Tommy Paul [14]         | Alejandro Davidovich Fokina [21] | 6–1, 6–0, 3–6, 6–3       |
| Simples feminino – 3ª fase  | Caroline Wozniacki [WC] | Jennifer Brady [PR]              | 4–6, 6–3, 6–1            |
| Simples feminino – 3ª fase  | Coco Gauff [6]          | Elise Mertens [32]               | 3–6, 6–3, 6–0            |
| Simples masculino – 3ª fase | Novak Djokovic [2]      | Laslo Djere [32]                 | 4–6, 4–6, 6–1, 6–1, 6–3  |
| Louis Armstrong Stadium     |                         |                                  |                          |
| Evento                      | Vencedor(a)/(es/as)     | Derrotado(a)/(os/as)             | Resultado                |
| Simples feminino – 3ª fase  | Karolína Muchová [10]   | Taylor Townsend                  | 7–60, 6–3                |
| Simples feminino – 3ª fase  | Iga Świątek [1]         | Kaja Juvan [Q]                   | 6–0, 6–1                 |
| Simples masculino – 3ª fase | Frances Tiafoe [10]     | Adrian Mannarino [22]            | 4–6, 6–2, 6–3, 7–66      |
| Simples masculino – 3ª fase | Taylor Fritz [9]        | Jakub Menšík [Q]                 | 6–1, 6–2, 6–0            |
| Simples feminino – 3ª fase  | Sorana Cîrstea [30]     | Elena Rybakina [4]               | 6–3, 66–7, 6–4           |
| Grandstand                  |                         |                                  |                          |
| Evento                      | Vencedor(a)/(es/as)     | Derrotado(a)/(os/as)             | Resultado                |
| Simples feminino – 3ª fase  | Wang Xinyu              | Anna Karolína Schmiedlová        | 4–6, 6–3, 6–2            |
| Simples masculino – 3ª fase | Ben Shelton             | Aslan Karatsev                   | 6–4, 3–6, 6–2, 6–0       |
| Simples masculino – 3ª fase | Dominic Stricker [Q]    | Benjamin Bonzi [WC]              | 2–6, 7–5, 7–64, 3–6, 6–2 |
| Simples feminino – 3ª fase  | Belinda Bencic [15]     | Zhu Lin                          | 7–61, 2–6, 6–3           |

## Dia 6 (2 de setembro)
- Cabeças de chave eliminados:
  - Simples masculino:  Cameron Norrie [16],  Grigor Dimitrov [19],  Nicolás Jarry [23],  Daniel Evans [26]
  - Simples feminino:  Liudmila Samsonova [14],  Ekaterina Alexandrova [22],  Elina Svitolina [26],  Marie Bouzková [31]
  - Duplas masculinas:  Lloyd Glasspool /  Harri Heliövaara [13],  Matwé Middelkoop /  Mate Pavić [14],  Robin Haase /  Nikola Mektić [16]
  - Duplas femininas:  Desirae Krawczyk /  Demi Schuurs [4],  Nicole Melichar-Martinez /  Ellen Perez [5],  Chan Hao-ching /  Giuliana Olmos [9],  Veronika Kudermetova /  Liudmila Samsonova [13]
  - Duplas mistas:  Hsieh Su-wei /  Marcelo Arévalo [3],  Yang Zhaoxuan /  Kevin Krawietz [8]

Ordem dos jogos:
| Arthur Ashe Stadium         | Arthur Ashe Stadium               | Arthur Ashe Stadium             | Arthur Ashe Stadium  |
| Evento                      | Vencedor(a)/(es/as)               | Derrotado(a)/(os/as)            | Resultado            |
| --------------------------- | --------------------------------- | ------------------------------- | -------------------- |
| Simples masculino – 3ª fase | Carlos Alcaraz [1]                | Daniel Evans [26]               | 6–2, 6–3, 4–6, 6–3   |
| Simples feminino – 3ª fase  | Jessica Pegula [3]                | Elina Svitolina [26]            | 6–4, 4–6, 6–2        |
| Simples feminino – 3ª fase  | Ons Jabeur [5]                    | Marie Bouzková [31]             | 5–7, 7–65, 6–3       |
| Simples masculino – 3ª fase | Daniil Medvedev [3]               | Sebastián Báez                  | 6–2, 6–2, 7–66       |
| Louis Armstrong Stadium     |                                   |                                 |                      |
| Evento                      | Vencedor(a)/(es/as)               | Derrotado(a)/(os/as)            | Resultado            |
| Simples feminino – 3ª fase  | Aryna Sabalenka [2]               | Clara Burel                     | 6–1, 6–1             |
| Simples feminino – 3ª fase  | Madison Keys [17]                 | Liudmila Samsonova [14]         | 5–7, 6–2, 6–2        |
| Simples masculino – 3ª fase | Jannik Sinner [6]                 | Stan Wawrinka                   | 6–3, 2–6, 6–4, 6–2   |
| Simples masculino – 3ª fase | Alexander Zverev [12]             | Grigor Dimitrov [19]            | 26–7, 7–68, 6–1, 6–1 |
| Simples feminino – 3ª fase  | Markéta Vondroušová [9]           | Ekaterina Alexandrova [22]      | 6–2, 6–1             |
| Grandstand                  |                                   |                                 |                      |
| Evento                      | Vencedor(a)/(es/as)               | Derrotado(a)/(os/as)            | Resultado            |
| Simples masculino – 3ª fase | Jack Draper                       | Michael Mmoh [WC]               | 6–4, 6–2, 3–6, 6–3   |
| Simples masculino – 3ª fase | Andrey Rublev [8]                 | Arthur Rinderknech              | 3–6, 6–3, 6–1, 7–5   |
| Duplas femininas – 2ª fase  | Coco Gauff [3] Jessica Pegula [3] | Cristina Bucșa Alexandra Panova | 6–1, 7–5             |

## Dia 7 (3 de setembro)
- Cabeças de chave eliminados:
  - Simples masculino:  Tommy Paul [14]
  - Simples feminino:  Iga Świątek [1],  Belinda Bencic [15]
  - Duplas masculinas:  Marcel Granollers /  Horacio Zeballos [8]

Ordem dos jogos:
| Arthur Ashe Stadium         | Arthur Ashe Stadium                      | Arthur Ashe Stadium                          | Arthur Ashe Stadium |
| Evento                      | Vencedor(a)/(es/as)                      | Derrotado(a)/(os/as)                         | Resultado           |
| --------------------------- | ---------------------------------------- | -------------------------------------------- | ------------------- |
| Simples masculino – 4ª fase | Ben Shelton                              | Tommy Paul [14]                              | 6–4, 6–3, 4–6, 6–4  |
| Simples feminino – 4ª fase  | Coco Gauff [6]                           | Caroline Wozniacki [WC]                      | 6–3, 3–6, 6–1       |
| Simples masculino – 4ª fase | Novak Djokovic [2]                       | Borna Gojo [Q]                               | 6–2, 7–5, 6–4       |
| Simples feminino – 4ª fase  | Jeļena Ostapenko [20]                    | Iga Świątek [1]                              | 3–6, 6–3, 6–1       |
| Louis Armstrong Stadium     |                                          |                                              |                     |
| Evento                      | Vencedor(a)/(es/as)                      | Derrotado(a)/(os/as)                         | Resultado           |
| Simples feminino – 4ª fase  | Karolína Muchová [10]                    | Wang Xinyu                                   | 6–3, 5–7, 6–1       |
| Simples feminino – 4ª fase  | Sorana Cîrstea [30]                      | Belinda Bencic [15]                          | 6–3, 6–3            |
| Simples masculino – 4ª fase | Frances Tiafoe [10]                      | Rinky Hijikata [WC]                          | 6–4, 6–1, 6–4       |
| Simples masculino – 4ª fase | Taylor Fritz [9]                         | Dominic Stricker [Q]                         | 7–62, 6–4, 6–4      |
| Grandstand                  |                                          |                                              |                     |
| Evento                      | Vencedor(a)/(es/as)                      | Derrotado(a)/(os/as)                         | Resultado           |
| Duplas femininas – 3ª fase  | Leylah Fernandez [6] Taylor Townsend [6] | Karolína Plíšková Donna Vekić                | 7–63, 6–3           |
| Duplas mistas – 2ª fase     | Jessica Pegula [1] Austin Krajicek [1]   | Bethanie Mattek-Sands [WC] Jamie Murray [WC] | 7–65, 7–5           |
| Duplas masculinas – 3ª fase | Máximo González [5] Andrés Molteni [5]   | Tallon Griekspoor Thanasi Kokkinakis         | 7–64, 26–7, 6–3     |
| Duplas mistas – 2ª fase     | Taylor Townsend Ben Shelton              | Aldila Sutjiadi Rohan Bopanna                | 6–2, 7–5            |

## Dia 8 (4 de setembro)
- Cabeças de chave eliminados:
  - Simples masculino:  Jannik Sinner [6],  Alex de Minaur [13]
  - Simples feminino:  Jessica Pegula [3],  Ons Jabeur [5],  Daria Kasatkina [13]
  - Duplas masculinas:  Wesley Koolhof /  Neal Skupski [1],  Marcelo Arévalo /  Jean-Julien Rojer [4],  Santiago González /  Édouard Roger-Vasselin [7]
  - Duplas femininas:  Marta Kostyuk /  Elena-Gabriela Ruse [14],  Miyu Kato /  Aldila Sutjiadi [15]
  - Duplas mistas:  Demi Schuurs /  Hugo Nys [7]

Ordem dos jogos:
| Arthur Ashe Stadium              | Arthur Ashe Stadium                   | Arthur Ashe Stadium                         | Arthur Ashe Stadium     |
| Evento                           | Vencedor(a)/(es/as)                   | Derrotado(a)/(os/as)                        | Resultado               |
| -------------------------------- | ------------------------------------- | ------------------------------------------- | ----------------------- |
| Simples feminino – 4ª fase       | Madison Keys [17]                     | Jessica Pegula [3]                          | 6–1, 6–3                |
| Simples masculino – 4ª fase      | Carlos Alcaraz [1]                    | Matteo Arnaldi                              | 6–3, 6–3, 6–4           |
| Duplas femininas – 3ª fase       | Coco Gauff [3] Jessica Pegula [3]     | Marta Kostyuk [14] Elena-Gabriela Ruse [14] | 6–4, 6–1                |
| Simples feminino – 4ª fase       | Aryna Sabalenka [2]                   | Daria Kasatkina [13]                        | 6–1, 6–3                |
| Simples masculino – 4ª fase      | Alexander Zverev [12]                 | Jannik Sinner [6]                           | 6–4, 3–6, 6–2, 4–6, 6–3 |
| Louis Armstrong Stadium          |                                       |                                             |                         |
| Evento                           | Vencedor(a)/(es/as)                   | Derrotado(a)/(os/as)                        | Resultado               |
| Simples feminino – 4ª fase       | Markéta Vondroušová [9]               | Peyton Stearns                              | 36–7, 6–3, 6–2          |
| Simples masculino – 4ª fase      | Andrey Rublev [8]                     | Jack Draper                                 | 6–3, 3–6, 6–3, 6–4      |
| Simples feminino – 4ª fase       | Zheng Qinwen [23]                     | Ons Jabeur [5]                              | 6–2, 6–4                |
| Simples masculino – 4ª fase      | Daniil Medvedev [3]                   | Alex de Minaur [13]                         | 2–6, 6–4, 6–1, 6–2      |
| Grandstand                       |                                       |                                             |                         |
| Evento                           | Vencedor(a)/(es/as)                   | Derrotado(a)/(os/as)                        | Resultado               |
| Duplas masculinas – 3ª fase      | Ivan Dodig [2] Austin Krajicek [2]    | Vasil Kirkov [WC] Denis Kudla [WC]          | 5–7, 6–4, 7–5           |
| Duplas femininas – 3ª fase       | Victoria Azarenka Beatriz Haddad Maia | Miyu Kato [15] Aldila Sutjiadi [15]         | 6–2, 6–0                |
| Duplas mistas – Quartas de final | Taylor Townsend Ben Shelton           | Demi Schuurs [7] Hugo Nys [7]               | 6–4, 6–2                |

## Dia 9 (5 de setembro)
- Cabeças de chave eliminados:
  - Simples masculino:  Taylor Fritz [9],  Frances Tiafoe [10]
  - Simples feminino:  Jeļena Ostapenko [20],  Sorana Cîrstea [30]
  - Duplas masculinas:  Máximo González /  Andrés Molteni [5],  Hugo Nys /  Jan Zieliński [9],  Nathaniel Lammons /  Jackson Withrow [15]
  - Duplas femininas:  Leylah Fernandez /  Taylor Townsend [6]
  - Duplas mistas:  Ellen Perez /  Jean-Julien Rojer [5]

Ordem dos jogos:
| Arthur Ashe Stadium                  | Arthur Ashe Stadium                           | Arthur Ashe Stadium                         | Arthur Ashe Stadium |
| Evento                               | Vencedor(a)/(es/as)                           | Derrotado(a)/(os/as)                        | Resultado           |
| ------------------------------------ | --------------------------------------------- | ------------------------------------------- | ------------------- |
| Simples feminino – Quartas de final  | Coco Gauff [6]                                | Jeļena Ostapenko [20]                       | 6–0, 6–2            |
| Simples masculino – Quartas de final | Novak Djokovic [2]                            | Taylor Fritz [9]                            | 6–1, 6–4, 6–4       |
| Simples feminino – Quartas de final  | Karolína Muchová [10]                         | Sorana Cîrstea [30]                         | 6–0, 6–3            |
| Simples masculino – Quartas de final | Ben Shelton                                   | Frances Tiafoe [10]                         | 6–2, 3–6, 7–67, 6–2 |
| Louis Armstrong Stadium              |                                               |                                             |                     |
| Evento                               | Vencedor(a)/(es/as)                           | Derrotado(a)/(os/as)                        | Resultado           |
| Duplas masculinas – Quartas de final | Rajeev Ram [3] Joe Salisbury [3]              | Máximo González [5] Andrés Molteni [5]      | 6–4, 6–3            |
| Duplas femininas – Quartas de final  | Jennifer Brady [PR] Luisa Stefani [PR]        | Magda Linette Bernarda Pera                 | 7–61, 3–6, 6–3      |
| Duplas femininas – Quartas de final  | Gabriela Dabrowski [16] Erin Routliffe [16]   | Leylah Fernandez [6] Taylor Townsend [6]    | 2–6, 6–3, 7–6(10–8) |
| Duplas mistas – Quartas de final     | Jessica Pegula [1] Austin Krajicek [1]        | Ellen Perez [5] Jean-Julien Rojer [5]       | 6–4, 3–6, [10–8]    |
| Grandstand                           |                                               |                                             |                     |
| Evento                               | Vencedor(a)/(es/as)                           | Derrotado(a)/(os/as)                        | Resultado           |
| Duplas masculinas – Quartas de final | Pierre-Hugues Herbert [PR] Nicolas Mahut [PR] | Robert Galloway Albano Olivetti             | 7–5, 6–4            |
| Duplas mistas – Quartas de final     | Ena Shibahara Mate Pavić                      | Barbora Strýcová Santiago González          | 6–4, 7–66           |
| Duplas masculinas – Quartas de final | Ivan Dodig [2] Austin Krajicek [2]            | Hugo Nys [9] Jan Zieliński [9]              | 6–4, 2–6, 6–3       |
| Duplas masculinas – Quartas de final | Rohan Bopanna [6] Matthew Ebden [6]           | Nathaniel Lammons [15] Jackson Withrow [15] | 7–610, 6–1          |

## Dia 10 (6 de setembro)
- Cabeças de chave eliminados:
  - Simples masculino:  Andrey Rublev [8],  Alexander Zverev [12]
  - Simples feminino:  Markéta Vondroušová [9],  Zheng Qinwen [23]
  - Duplas femininas:  Coco Gauff /  Jessica Pegula [3]

Ordem dos jogos:
| Arthur Ashe Stadium                             | Arthur Ashe Stadium                       | Arthur Ashe Stadium                   | Arthur Ashe Stadium |
| Evento                                          | Vencedor(a)/(es/as)                       | Derrotado(a)/(os/as)                  | Resultado           |
| ----------------------------------------------- | ----------------------------------------- | ------------------------------------- | ------------------- |
| Simples feminino – Quartas de final             | Aryna Sabalenka [2]                       | Zheng Qinwen [23]                     | 6–1, 6–4            |
| Simples masculino – Quartas de final            | Daniil Medvedev [3]                       | Andrey Rublev [8]                     | 6–4, 6–3, 6–4       |
| Simples feminino – Quartas de final             | Madison Keys [17]                         | Markéta Vondroušová [9]               | 6–1, 6–4            |
| Simples masculino – Quartas de final            | Carlos Alcaraz [1]                        | Alexander Zverev [12]                 | 6–3, 6–2, 6–4       |
| Louis Armstrong Stadium                         |                                           |                                       |                     |
| Evento                                          | Vencedor(a)/(es/as)                       | Derrotado(a)/(os/as)                  | Resultado           |
| Duplas femininas – Quartas de final             | Laura Siegemund [12] Vera Zvonareva [12]  | Victoria Azarenka Beatriz Haddad Maia | 5–7, 7–5, 6–4       |
| Duplas femininas – Quartas de final             | Hsieh Su-wei [8] Wang Xinyu [8]           | Coco Gauff [3] Jessica Pegula [3]     | 7–63, 3–6, 6–4      |
| Duplas mistas – Semifinais                      | Anna Danilina Harri Heliövaara            | Ena Shibahara Mate Pavić              | 7–62, 6–4           |
| Duplas mistas – Semifinais                      | Jessica Pegula [1] Austin Krajicek [1]    | Taylor Townsend Ben Shelton           | 56–7, 6–1, [10–3]   |
| Grandstand                                      |                                           |                                       |                     |
| Evento                                          | Vencedor(a)/(es/as)                       | Derrotado(a)/(os/as)                  | Resultado           |
| Simples masculino juvenil – 3ª fase             | João Fonseca [7]                          | Fabio De Michele [Q]                  | 6–3, 6–4            |
| Simples masculino juvenil – 3ª fase             | Learner Tien [11]                         | Carlo Alberto Caniato [SE]            | 6–4, 6–3            |
| Duplas masculinas juvenis – 2ª fase             | Federico Bondioli [6] Joel Schwärzler [6] | Fabio De Michele Gabriele Vulpitta    | 6–3, 6–4            |
| Duplas femininas cadeirantes – Quartas de final | Dana Mathewson Manami Tanaka              | Momoko Ohtani Aniek van Koot          | 6–3, 3–6, [10–7]    |

## Dia 11 (7 de setembro)
- Cabeças de chave eliminados:
  - Simples masculino:  Karolína Muchová [10],  Madison Keys [17]
  - Duplas masculinas:  Ivan Dodig /  Michaëlla Krajicek [2]

Ordem dos jogos:
| Arthur Ashe Stadium                          | Arthur Ashe Stadium                 | Arthur Ashe Stadium                 | Arthur Ashe Stadium  |
| Evento                                       | Vencedor(a)/(es/as)                 | Derrotado(a)/(os/as)                | Resultado            |
| -------------------------------------------- | ----------------------------------- | ----------------------------------- | -------------------- |
| Simples feminino – Semifinais                | Coco Gauff [6]                      | Karolína Muchová [10]               | 6–4, 7–5             |
| Simples feminino – Semifinais                | Aryna Sabalenka [2]                 | Madison Keys [17]                   | 0–6, 7–61, 7–6(10–5) |
| Louis Armstrong Stadium                      |                                     |                                     |                      |
| Evento                                       | Vencedor(a)/(es/as)                 | Derrotado(a)/(os/as)                | Resultado            |
| Duplas masculinas – Semifinais               | Rohan Bopanna [6] Matthew Ebden [6] | Pierre-Hugues Herbert Nicolas Mahut | 7–63, 6–2            |
| Duplas masculinas – Semifinais               | Rajeev Ram [3] Joe Salisbury [3]    | Ivan Dodig [2] Austin Krajicek [2]  | 7–5, 3–6, 6–3        |
| Duplas masculinas tetraplégicas – Semifinais | Andy Lapthorne Donald Ramphadi      | Tomáš Masaryk Ymanitu Silva         | 6–2, 3–2, ab.        |
| Duplas masculinas cadeirantes – Semifinais   | Stéphane Houdet Takashi Sanada      | Alfie Hewett [1] Gordon Reid [1]    | 7–6, 7–68            |

## Dia 12 (8 de setembro)
- Cabeças de chave eliminados:
  - Simples masculino:  Carlos Alcaraz [1]
  - Duplas masculinas:  Rohan Bopanna /  Matthew Ebden [6]
  - Duplas femininas:  Hsieh Su-wei /  Wang Xinyu [8]

Ordem dos jogos:
| Arthur Ashe Stadium                       | Arthur Ashe Stadium                         | Arthur Ashe Stadium                 | Arthur Ashe Stadium |
| Evento                                    | Vencedor(a)/(es/as)                         | Derrotado(a)/(os/as)                | Resultado           |
| ----------------------------------------- | ------------------------------------------- | ----------------------------------- | ------------------- |
| Duplas masculinas – Final                 | Rajeev Ram [3] Joe Salisbury [3]            | Rohan Bopanna [6] Matthew Ebden [6] | 2–6, 6–3, 6–4       |
| Simples masculino – Semifinais            | Novak Djokovic [2]                          | Ben Shelton                         | 6–3, 6–2, 7–64      |
| Simples masculino – Semifinais            | Daniil Medvedev [3]                         | Carlos Alcaraz [1]                  | 7–63, 6–1, 3–6, 6–3 |
| Louis Armstrong Stadium                   |                                             |                                     |                     |
| Evento                                    | Vencedor(a)/(es/as)                         | Derrotado(a)/(os/as)                | Resultado           |
| Duplas femininas – Semifinais             | Gabriela Dabrowski [16] Erin Routliffe [16] | Hsieh Su-wei [8] Wang Xinyu [8]     | 6–1, 7–64           |
| Duplas femininas – Semifinais             | Laura Siegemund [12] Vera Zvonareva [12]    | Jennifer Brady Luisa Stefani        | 6–4, 6–1            |
| Simples masculino cadeirante – Semifinais | Alfie Hewett [2]                            | Gustavo Fernández [3]               | 6–0, 6–1            |
| Simples masculino cadeirante – Semifinais | Gordon Reid                                 | Stéphane Houdet                     | 6–0, 6–3            |
| Simples feminino cadeirante – Semifinais  | Diede de Groot [1]                          | Momoko Ohtani                       | 6–3, 6–1            |

## Dia 13 (9 de setembro)
- Cabeças de chave eliminados:
  - Simples feminino:  Aryna Sabalenka [2]
  - Duplas mistas:  Jessica Pegula /  Austin Krajicek [1]

Ordem dos jogos:
| Arthur Ashe Stadium                           | Arthur Ashe Stadium                   | Arthur Ashe Stadium                       | Arthur Ashe Stadium |
| Evento                                        | Vencedor(a)/(es/as)                   | Derrotado(a)/(os/as)                      | Resultado           |
| --------------------------------------------- | ------------------------------------- | ----------------------------------------- | ------------------- |
| Duplas mistas – Final                         | Anna Danilina Harri Heliövaara        | Jessica Pegula [1] Michaëlla Krajicek [1] | 6–3, 6–4            |
| Simples feminino – Final                      | Coco Gauff [6]                        | Aryna Sabalenka [2]                       | 2–6, 6–3, 6–2       |
| Louis Armstrong Stadium                       |                                       |                                           |                     |
| Evento                                        | Vencedor(a)/(es/as)                   | Derrotado(a)/(os/as)                      | Resultado           |
| Duplas masculinas cadeirantes – Final         | Stéphane Houdet Takashi Sanada        | Takuya Miki Tokito Oda                    | 6–4, 6–4            |
| Duplas tetraplégicas – Final                  | Sam Schröder [1] Niels Vink [1]       | Andy Lapthorne Donald Ramphadi            | 6–1, 6–2            |
| Simples masculino juvenil cadeirante – Final  | Dahnon Ward                           | Francesco Felici [1]                      | 6–4, 6–3            |
| Duplas masculinas juvenis cadeirantes – Final | Joshua Johns Dahnon Ward              | Charlie Cooper Tomas Majetic              | 6–0, 6–3            |
| Duplas femininas cadeirantes – Final          | Yui Kamiji [2] Kgothatso Montjane [2] | Diede de Groot [1] Jiske Griffioen [1]    | w.o.                |

## Dia 14 (10 de setembro)
- Cabeças de chave eliminados:
  - Simples masculino:  Daniil Medvedev [3]
  - Duplas femininas:  Laura Siegemund /  Vera Zvonareva [12]

Ordem dos jogos:
| Arthur Ashe Stadium                  | Arthur Ashe Stadium                         | Arthur Ashe Stadium                      | Arthur Ashe Stadium |
| Evento                               | Vencedor(a)/(es/as)                         | Derrotado(a)/(os/as)                     | Resultado           |
| ------------------------------------ | ------------------------------------------- | ---------------------------------------- | ------------------- |
| Duplas femininas – Final             | Gabriela Dabrowski [16] Erin Routliffe [16] | Laura Siegemund [12] Vera Zvonareva [12] | 7–69, 6–3           |
| Simples masculino – Final            | Novak Djokovic [2]                          | Daniil Medvedev [3]                      | 6–3, 7–65, 6–3      |
| Louis Armstrong Stadium              |                                             |                                          |                     |
| Evento                               | Vencedor(a)/(es/as)                         | Derrotado(a)/(os/as)                     | Resultado           |
| Simples feminino cadeirante – Final  | Diede de Groot [1]                          | Yui Kamiji [2]                           | 6–2, 6–2            |
| Simples masculino cadeirante – Final | Alfie Hewett [2]                            | Gordon Reid                              | 6–4, 6–3            |
| Simples tetraplégico – Final         | Sam Schröder [2]                            | Niels Vink [1]                           | 6–3, 7–5            |